# Non la posso perdonare/Donna dove sei?
Non la posso perdonare/Donna dove sei? è il secondo singolo del gruppo musicale italiano Jet, pubblicato dalla Durium nel 1972.

## Tracce
Testi e musiche di Felice Piccarreda, Renzo Cochis e Piero Cassano; edizioni musicali Durium.
1. Non la posso perdonare – 3:10
2. Donna dove sei? – 3:15

## Formazione

### Gruppo
- Carlo Marrale – chitarra, voce
- Piero Cassano – tastiere
- Aldo Stellita – basso, voce
- Renzo Cochis – batteria

### Altri musicisti
- Antonella Ruggiero e Marva Jan Marrow – cori